# Michigan-model
Het Michigan–model is een bedrijfskundig model dat beschrijft hoe kenmerken van de werkomgeving kunnen leiden tot stress dan wel ziekte bij werknemers. Het model veronderstelt dat de feitelijke, objectieve kenmerken van de werkomgeving worden waargenomen door werknemers. Deze subjectieve percepties kunnen vervolgens leiden tot stressreacties, die weer effect op de gezondheid van werknemers kunnen hebben.

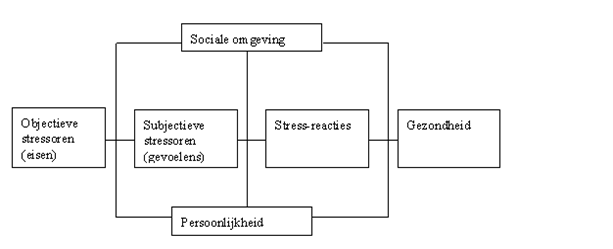
Het Michigan-model van Kahn et al.

Binnen de arbeidspsychologie is veel onderzoek gedaan naar factoren die stress bepalen. Het Michigan (Stress) Model (1964) van Kahn en zijn collega's is er een van. Dit model gaat ervan uit dat een persoon de kenmerken van zijn of haar werkomgeving interpreteert. Werknemers hebben bijvoorbeeld een bepaalde ruimte om zelfstandig beslissingen te kunnen nemen in hun werk (objectief kenmerk), maar hebben ze veel, weinig, voldoende of onvoldoende ruimte om zelfstandig beslissingen te nemen (subjectieve beoordeling van dit objectieve kenmerk)? Als een werknemer weinig/onvoldoende ruimte ervaart, dan veronderstelt het model dat dit in eerste instantie kan leiden tot stress en uiteindelijk tot ziekteverzuim. Daarnaast spelen persoonseigenschappen (niet iedereen heeft bijvoorbeeld evenveel behoefte aan het zelfstandig kunnen nemen van beslissingen) en de ervaren sociale steun (van bijvoorbeeld collega's en de leidinggevende) een rol.
Het model is midden jaren '70 in Nederland geïntroduceerd door de Leidse (later Nijmeegse) hoogleraar Arbeids- en Organisatiepsychologie Charles J. de Wolff en is de basis geweest voor veel psychosociaal onderzoek in Nederland. 